# Prostanthera clotteniana
Prostanthera clotteniana là một loài thực vật có hoa trong họ Hoa môi. Loài này được (F.M.Bailey) A.R.Bean mô tả khoa học đầu tiên năm 2000.